# شلالات فيكتوريا
شلالات فيكتوريا أو موسي ؤوا تونيا هي شلالات تقع في نهر زمبيزي، على الحدود بين زامبيا وزيمبابوي، في جنوب وسط أفريقيا. عرضها 1.7 كلم (أو ما يعادل الميل)، وارتفاعها 128 م (420 قدم).

## التسمية
زار الشلالات لأول مرة المستكشف الأسكتلندي ديفيد ليفينغستون في نوفمبر 1855، وقد أطلق عليها هذه الأسم نسبة للملكة فيكتوريا من المملكة المتحدة، بالرغم من أن الشلالات كانت تعرف لدى السكان المحليين سابقاً باسم موسي ؤوا تونيا والتي تعني «الدخان الذي يطلق الرعد».

## الحجم
تعد شلالات فيكتوريا من أكبر الشلالات في العالم. بالمقارنة مع شلالات نياغارا في أمريكا الشمالية، فإن عرض وعمق شلالات فيكتوريا تعادل ضعف عرض وعمق نياغارا. حيث يبلغ عرضها أكثر من ألف وسبعمائة متر ويبلغ أقصى ارتفاع لها مائة وثمانية أمتار. كما أن معدل كمية المياه الساقطة سنويا يبلغ أكثر من تسعمائة وأربعة وثلاثون متر مكعب / ثانية.
وتنحدر الشلالات من الأعلى إلى الأسفل بصوت صاعق، والضباب المائي الكثيف الناتج عنها يلف عموم المنطقة طوال السنة. ويطلق عليه المحليون «الضباب الصاعق».

## الوديان الضيقة
يندفع الحجم الكامل لمياه نهر الزمبيزي عبر مخرج الوديان الضيقة الأولى أو العرّافات الذي يبلغ عرضها 110 متر ما يعادل 360 قدم، لمسافة حوالي 150 متر ما يعادل 490 قدم، ثم يدخل سلسلة من الوديان المتعرجة التي تم تسميتها حسب ترتيب وصول النهر إليها، والمياه التي تدخل الوديان الضيقة الثانية تقوم بانعطاف حاد نحو اليمين وقد حفرت بركة عميقة هناك تسمى المغلي Boiling Pot، ويمكن الوصول إليها عبر ممر حاد من الجانب الزمبيزي، المسافة عبرها حوالي 150 متر ما يعادل 500 قدم، وسطحها يكون هادئًا عند انخفاض المياه، ولكن عند ارتفاع المياه يظهر فيها دوامات بطيئة وضجة شديدة. والوديان الرئيسية هي:
- الوادى الأول: هو الودى الذي يسقط فيه نهر الزمبيزي عند شلالات فيكتوريا.
- الوادى الثاني: يقع على بعد 250 مترًا ما يعادل 820 قدم جنوب الشلالات، ويبلغ طوله 2.15 كيلومتر ما يعادل 1.34 ميل، ويعبره جسر شلالات فيكتوريا.
- الوادى الثالث: يقع على بعد 600 متر ما يعادل 2000 قدم جنوبًا، ويبلغ طوله 1.95 كيلومتر ما يعادل 1.21 ميل، ويحتوي على محطة الطاقة لشلالات فيكتوريا.
- الوادى الرابع: يقع على بعد 1.15 كيلومتر ما يعادل 0.71 ميل جنوبًا، ويبلغ طوله 2.25 كيلومتر ما يعادل 1.40 ميل.
- الوادى الخامس: يقع على بعد 2.25 كيلومتر ما يعادل 1.40 ميل جنوبًا، ويبلغ طوله 3.2 كيلومتر ما يعادل 2.0 ميل.
- وادى سونغوي: يقع على بعد 5.3 كيلومتر ما يعادل 3.3 ميل جنوبًا، ويبلغ طوله 3.3 كيلومتر ما يعادل 2.1 ميل، وسُمِّيَ بهذا الاسم نسبةً إلى نهر سونغوي الصغير الذي يأتي من الشمال الشرقي، وهو الأعمق حيث يصل عمقه إلى 140 مترًا ما يعادل 460 قدم، كما يتغير مستوى النهر في هذه الوديان بمقدار يصل إلى 20 مترًا ما يعادل 66 قدم بين موسم الجفاف والموسم الرطب.

## اقرأ أيضا
- شلالات إجوازو